# Calopus angustus
Calopus angustus là một loài bọ cánh cứng thuộc họ Oedemeridae. Loài này được miêu tả khoa học đầu tiên năm 1851 bởi LeConte.